# 우트반드라나
《우트반드라나》(Utvandrarna)는 스웨덴에서 제작된 얀 트로엘 감독의 1971년 영화이다. 막스 폰 시도우 등이 주연으로 출연하였다.

## 출연

### 주연
- 막스 폰 시도우
- 리브 울만

### 조연
- 앨런 에드월